# سونغ هان-بوك
سونغ هان-بوك (هانغل: 송한복) هو لاعب كرة قدم كوري جنوبي في مركز الدفاع، ولد في 12 أبريل 1984 في كوريا الجنوبية. شارك مع منتخب كوريا الجنوبية تحت 17 سنة لكرة القدم. أما مع النوادي، فقد لعب مع أولسان هيونداي ونادي دايجو ونادي غوانغجو.

## وصلات خارجية
- سونغ هان-بوك على موقع دوري كوريا الجنوبية (الإنجليزية)
- سونغ هان-بوك على موقع قاعدة بيانات كرة القدم.إي يو (الإنجليزية)
- سونغ هان-بوك على موقع Soccerway.com (الإنجليزية)